# Kompostownik

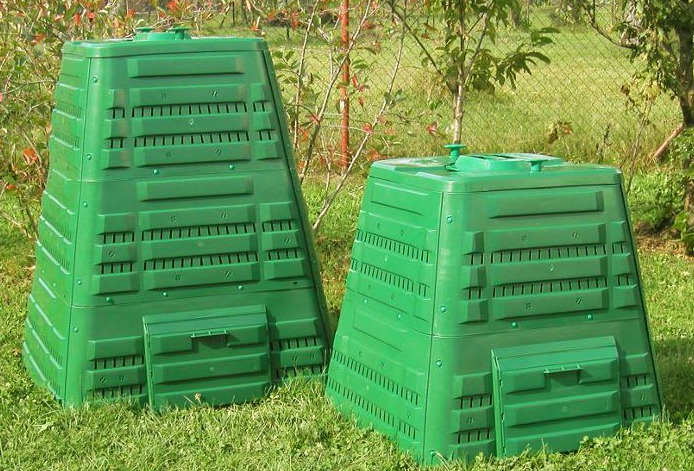
Ogrodowe kompostowniki plastikowe

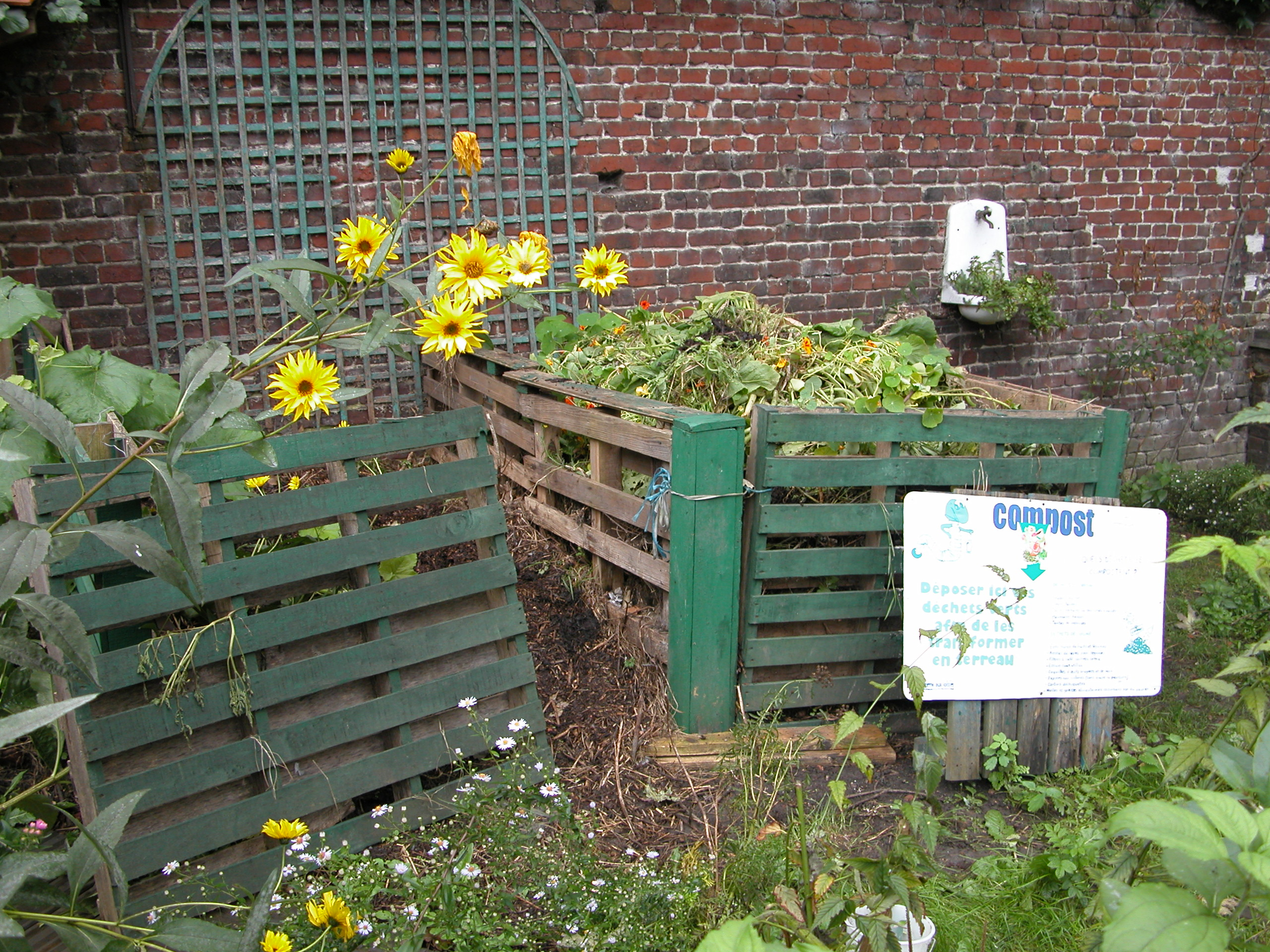
Ogrodowy kompostownik drewniany

Kompostownik – pojemnik, w którym przebiega kompostowanie odpadów biodegradowalnych, w wyniku czego otrzymywany jest kompost. 
Wyróżnia się trzy główne rodzaje kompostowników:
- Otwarte – składają się z belek i tworzą rodzaj skrzyni bez dna. Otwarty kompostownik z drewna jest stosunkowo łatwy w budowie. Należy wykonać cztery ściany kompostownika z drewnianych desek. Po wkopaniu do ziemi czterech pionowych narożników, deski stopniowo układamy wraz ze wzrostem wysokości pryzmy. Można też zastosować gotowy otwarty kompostownik plastikowy lub metalowy.
- Zamknięte – najczęściej plastikowe, zapewniają optymalne warunki do rozkładu biomasy. Często stosowane systemy szczelin przewietrzających oraz termoizolacja powodują, że humus można otrzymywać kilka razy do roku. Kompostownik zamknięty nazywany jest również termokompostownikiem i zazwyczaj wykonany jest z surowców wtórnych. Szczególnym przykładem kompostownika zamkniętego jest toaleta kompostująca.
- Rotacyjne - w postaci zamkniętej obrotowej beczki plastikowej lub metalowej zawieszonej na konstrukcji, która umożliwia obracanie kompostownikiem. Rotacja zapewnia lepsze wymieszanie i napowietrzenie kompostowanej biomasy.